# Miguel R. Dávila
Miguel Rafael Dávila Cuellar (* 29. September 1856 im Barrio Abajo de Tegucigalpa; † 12. Oktober 1927 in Tegucigalpa) war ein honduranischer Politiker. Er war von 18. April 1907 bis 18. März 1911 Präsident von Honduras.

## Leben

### Herkunft und frühe Laufbahn
Dávilas Eltern waren Juan Dávila und Gervasia Cuellar. Sein Studium der Rechtswissenschaften schloss er 1880 an der Universidad de Honduras ab. Er war Anwalt und Notar. Er war Mitglied der Partido Liberal de Honduras und Militär. Aus Opposition zu den Regierungen von Ponciano Leiva und Domingo Vásquez ging er nach Nicaragua, wo er sich politischer und gewerblicher Arbeit widmete. Er war unter der Regierung von Policarpo Bonilla von 1894 bis 1896 Finanzminister und von Juni 1894 bis 31. Juli 1896 Kriegsminister. 1900 war er geschäftsführender Kriegsminister. Von Mai bis Dezember 1903 war er Öffentlichkeitsminister. Am 3. November 1894 heiratete er Narcisa Romero Portillo. Miguel R. Dávila kam durch die nicaraguanische Invasion 1907 an die Macht und ließ sich 1908 zum Präsidenten wählen.

### US-Intervention 1907

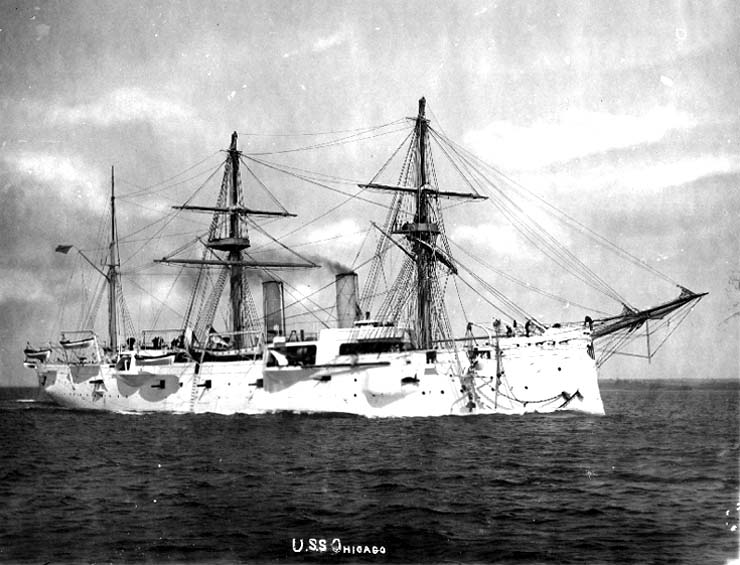
Panzerkreuzer USS Chicago

Nach der Niederlage von Manuel Bonilla bei der Schlacht bei Nacaome regierten Miguel Oquelí Bustillo, Máximo B. Rosales und Juan Ignacio Castro als Junta. Manuel Bonilla hatte sich Terencio Sierra ergeben und ging mit diesem auf den Panzerkreuzer USS Chicago, wo Verhandlungen über die Präsidentschaft in Honduras stattfanden.
Ein US-Unterhändler einigte sich mit den Außenministern aus Nicaragua und El Salvador auf Terencio Sierra als Präsident für Honduras. Dávila mobilisierte Truppen unter dem Kommando von Tiburcio Carías Andino und José María Valladares gegen die Truppen von Terencio Sierra, die Truppen von Sierra wurden geschlagen und Davila wurde Präsident. Ángel Ugarte war Miguel R. Dávilas Botschafter in den USA. Vom 14. November bis zum 20. Dezember 1907 fand in Washington, D.C. die Central American Peace Conference statt, auf welcher die Convention of the Centralamericas vereinbart wurde. In Washington wurden Verhandlungen begonnen die Eisenbahn von Honduras, welche unter der Regierung von José María Medina auf Kredit von britischen und französischen Banken, errichtet wurde, zu erwerben. Die US-Bank von John Pierpont Morgan and Co. bot der Regierung Dávila einen Kredit von zehn Millionen USD, zur Ablösung des Kredits an. Der entsprechende Vertrag Convenio Knox-Paredes wurde nach den beiden Außenministern Philander C. Knox und Juan Paredes benannt. Mit diesem Vertrag wäre die Monroe-Doktrin verwirklicht und Europäer aus der US-Einflusssphäre verdrängt worden. Er wurde von beiden Parlamenten zurückgewiesen. Miguel R. Dávila trat nach einer Direktwahl sein Amt am 1. März 1908 an.

### US-Intervention 1911
Manuel Bonilla initiierte mit finanzieller Unterstützung des Bananenunternehmers Sam Zemurray und Manuel Estrada Cabrera von Guatemala eine Invasion nach Honduras. In diese Invasion intervenierten USMC. In der Bucht von Puerto Cortés ankerte der Panzerkreuzer USS Tacoma (CL-20). Dort fanden unter der Mediation von Thomas Cleland Dawson Verhandlungen statt. Als Ergebnis der Verhandlungen trat Miguel R. Dávila zurück und Francisco Bertrand wurde zum Präsidenten ernannt. Am 28. März 1911 wurde der Rücktritt formal vor dem Parlament nachvollzogen.
Im März 1911 besetzte Manuel Bonilla und seine Söldner die Islas de la Bahía vor der Ostküste von Honduras. Davila floh am 28. März 1911.